# Chigwell (London Underground)

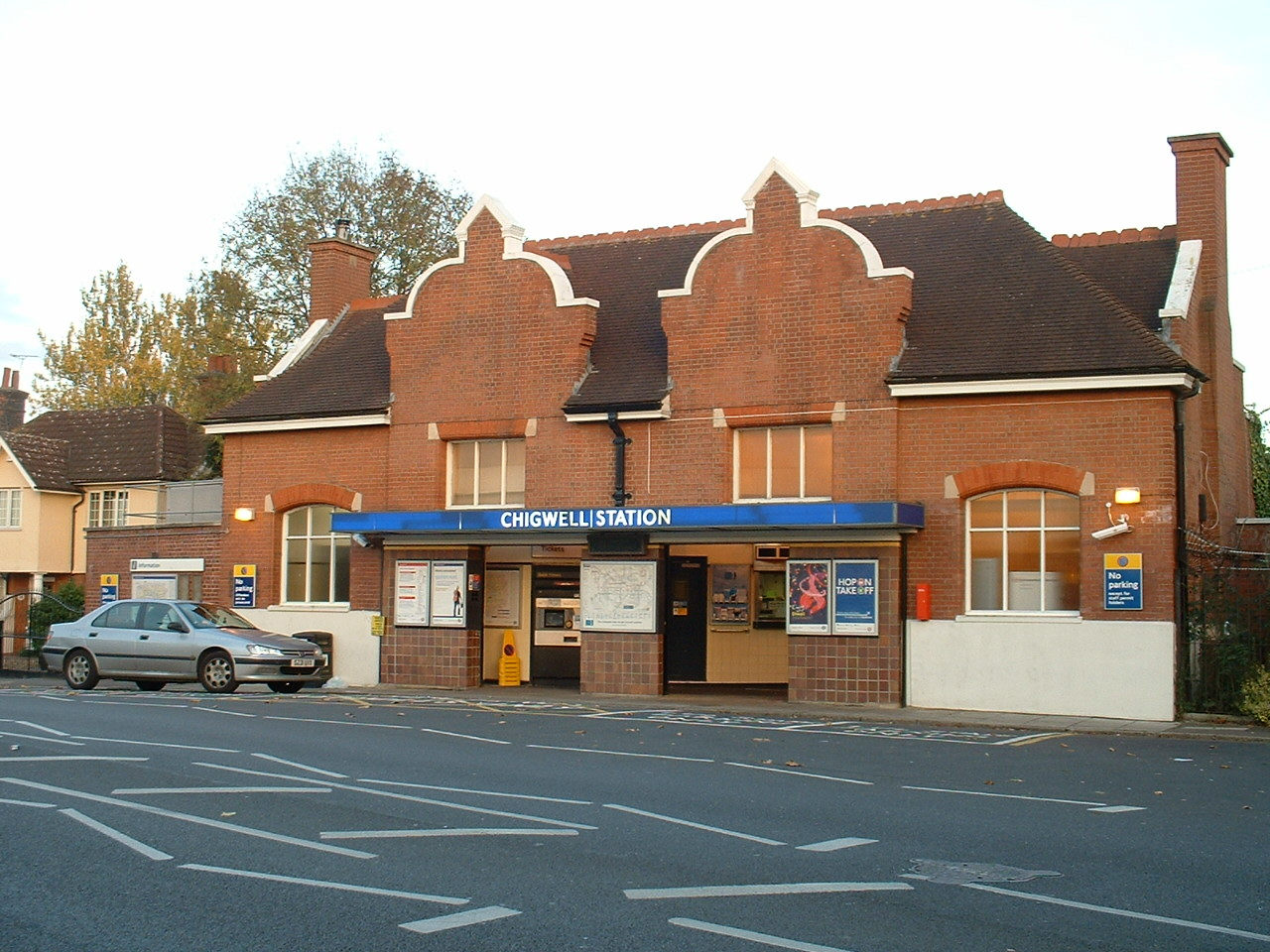
Stationsgebäude

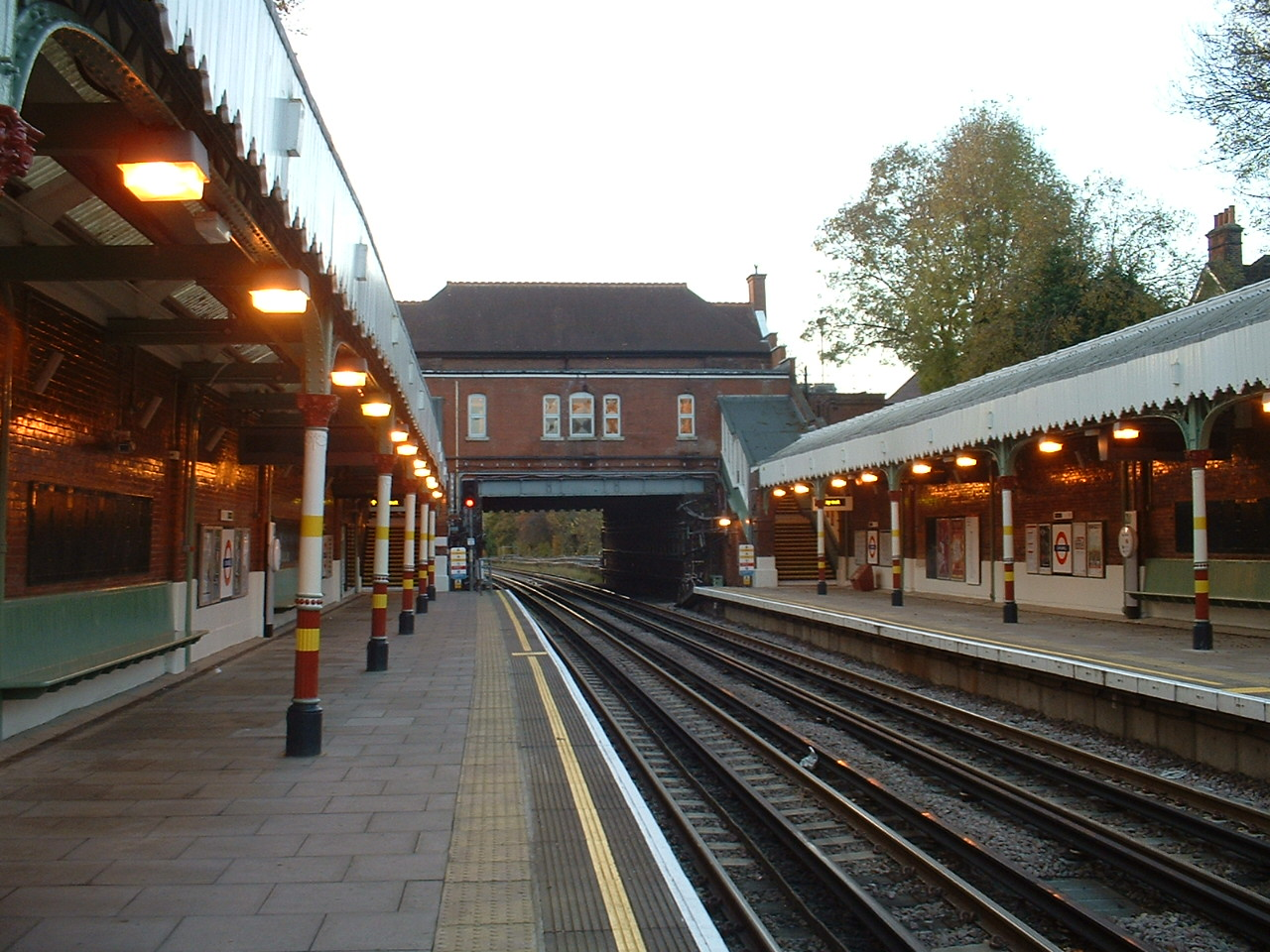
Bahnsteige in Richtung Westen gesehen

Chigwell ist eine oberirdische Station der London Underground. Sie liegt in der Travelcard-Tarifzone 4 und ist eine von 14 Stationen außerhalb von Greater London. Sie befindet sich zwischen der High Road und der Hainault Road in der Ortschaft Chigwell, im Bezirk Epping Forest der Grafschaft Essex. Im Jahr 2014 nutzten 0,53 Millionen Fahrgäste diese von der Central Line bediente Station.
Am 1. Mai 1903 eröffnete die Great Eastern Railway eine Vorortseisenbahn von Ilford über Hainault nach Woodford, die sogenannte Fairlop Loop, mit einem Haltepunkt in Chigwell. 1923 ging die Strecke in den Besitz der London and North Eastern Railway (LNER) über. Der letzte von Dampflokomotiven gezogene LNER-Zug verkehrte am 29. November 1947. Daraufhin ruhte der Verkehr auf der Strecke rund anderthalb Jahre lang, um die für den U-Bahn-Betrieb notwendige Elektrifizierung durchführen zu können. Der erste U-Bahn-Zug fuhr schließlich am 21. November 1948. Bis zum 19. Oktober 2006 war bereits um 20:00 Uhr Betriebsschluss, seither um Mitternacht.
Chigwell ist seit dem 5. Februar 2006 eine der ersten Stationen der London Underground, die nicht mehr mit Personal besetzt sind und über keinen Fahrkartenschalter verfügen. Gründe sind einerseits die geringe Nutzung, andererseits die zunehmende Verbreitung der Oyster-Card, wodurch weniger Verkaufspersonal erforderlich ist.